# Pombal Esporte Clube
Pombal Esporte Clube, anteriormente chamado de Nacional Futebol Clube, é um clube de futebol da cidade de Pombal, estado da Paraíba. Manda seus jogos nos estádios Marizão, em Sousa, e José Cavalcanti, em Patos. As cores oficiais da equipe são o azul e o branco.
O Nacional Futebol Clube foi fundado no dia 12 de junho de 1988, com Sede na Rua Jerônimo Rosado, 410, no centro de Pombal. A agremiação se profissionalizou três anos depois (1991). Enquanto o Pombal Esporte Clube foi fundado no ano de 2018, estreando no futebol profissional em 2022.

## História

### Nome, fundação e escudo
Segundo o presidente e ex-jogador do clube Romero Freitas: “o nome e o escudo surgiram quase do nada, o time voltou agora e eu deixei tudo como era antes. Sou conservador demais. O time surgiu num domingo (12 de junho de 1988) de manhã, após uma reunião para disputar o campeonato citadino. Na época só tínhamos seis jogadores, então juntamos três equipes da região e formamos o Nacional. À tarde fomos a campo e vencemos por 1 x 0 a equipe do Constituinte, que era o time da cidade da época”.

### O pioneiro no futebol profissional da cidade - Um debutante com suor, luta e lágrimas

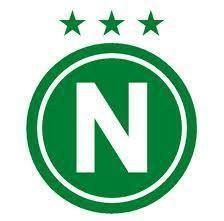
Primeiro escudo do Nacional de Pombal, antecessor do Pombal EC.

“Disputamos seis jogos no primeiro ano e só perdemos dois, justamente para os dois times que conseguiram o acesso a Primeira Divisão. Em casa éramos imbatíveis. O time daquele ano foi o melhor de todos. Tínhamos jogadores de nome na Paraíba, inclusive que foram campeões estaduais. As adversidades eram muitas, como a falta de transporte, arbitragem, que só favorecia time da casa, comidas com produtos pra adoecer os times que vinham de fora. Mesmo com tudo isso,  terminamos em terceiro lugar, dois pontos atrás do primeiro colocado”.

## Participações em estaduais
Em sua história, disputou por 9 vezes a Segunda Divisão do Campeonato Paraibano de Futebol (1992, 1993, 1994, 2014, 2015, 2016, 2017, 2018 e 2019), tendo paralisado suas atividades profissionais em 1995. Em 2014, sob comando de Reginaldo Sousa, o clube voltou novamente a segundona, e fez uma ótima primeira fase, terminando em primeiro lugar em um grupo em que também disputaram Inter de Santa Rita e Sabugy. Caiu no mata-mata para o Miramar, que posteriormente viria a ser vice-campeão e subiria para a primeira.
Em 2015 caiu em um grupo em que também jogaram Paraíba de Cajazeiras (atual Serra Branca Esporte Clube) e Cruzeiro de Itaporanga, e após uma primeira fase irregular, conseguiu se classificar com 3 pontos de diferença para o líder Paraíba (que depois chegaria a final e seria vice, conseguindo a vaga de acesso). Nas quartas, enfrentou o Esporte de Patos, que acabou sendo campeão. No primeiro jogo, com o Pereirão lotado, fez 1 a 0, gol do experiente atacante Manu, tornando realidade o sonho do acesso. Porém na partida de volta não conseguiu segurar o ímpeto dos donos da casa, e perdeu por 3 a 0. O treinador do Nacional na competição foi Bira Lopes.
Em 2016, com um campeonato composto de apenas 10 clubes, o camaleão fez parte do "Grupo Sertão", juntamente com Nacional de Patos e Sabugy. A quantidade reduzida de equipes fez com que a Federação Paraibana de Futebol propusesse um formato no mínimo curioso para o certame: os dois primeiros colocados dos grupos "Litoral" e "Agreste" passariam para a segunda fase, enquanto todos os 3 times do grupo "Sertão" já iriam iniciar o torneio automaticamente classificados.
O alviverde pombalense teve um começo ruim, sendo derrotado na primeira rodada pelo Sabugy, fora, e empatando na segunda com o xará Nacional de Patos, em casa. Em seguida, venceu as duas partidas restantes: 2 a 0 contra a equipe patoense, em pleno José Cavalcanti, e 1 a 0 diante do Sabugy, no Pereirão, terminando assim a primeira fase na segunda colocação do grupo, com os mesmos 7 pontos do líder.
Na segunda fase teve como adversário o Femar, de João Pessoa. Foram dois jogos duros. Na primeira partida, disputada em Pombal, o time pessoense levou a melhor: voltou para casa com um magro 1 a 0 na bagagem. No segundo jogo, na capital paraibana, o camaleão, precisando do resultado, jogou a vida, literalmente, porém o desempenho não foi suficiente para reverter o resultado obtido pelo Femar no confronto anterior: empate arrancado em 1 a 1. Mais uma vez o Nacional se despedia do estadual na segunda fase, tendo o sonho do acesso adiado novamente para o próximo ano.
Após cair na primeira fase em 2018, o Nacional foi rebaixado juntamente com Miramar e Spartax para a recriada terceira divisão paraibana, que não chegou a ser disputada em 2020 devido à pandemia de COVID-19; Em 2021, a equipe abriu mão de participar do torneio.
Em julho de 2022, o clube mudou seu nome para Pombal Esporte Clube.
No dia 15 de outubro de 2023, o clube conquistou o acesso inédito para a primeira divisão após vencer o Esporte de Patos de virada na semifinal da segunda divisão.
Em 2024, o Pombal fez a sua estreia na 1ª divisão estadual. No dia 20 de janeiro de 2024, o clube sertanejo disputou a sua primeira partida no paraibano, conquistando uma vitória histórica sobre o Campinense por 2 a 1 no estádio Marizão, em Sousa. Depois da boa estreia, o Pombal passou por um período ruim no campeonato, com 4 derrotas consecutivas. Entretanto, na reta final, o clube conseguiu voltar a vencer, derrotando o Nacional de Patos e o CSP, ambos fora de casa, por, respectivamente, 1 a 0 e 2 a 1. Encerrou a sua participação no paraibano com 3 vitórias, 1 empate e 5 derrotas, somando 10 pontos e terminando na 8ª posição, o que garantiu ao Pombal a vaga na 1ª divisão do ano seguinte.
Em 2025, o Pombal disputou a principal divisão do futebol paraibano, terminando a competição na sétima colocação, somando 9 pontos em 9 jogos disputados.

## Títulos
| Estaduais | Estaduais                               | Estaduais | Estaduais  |
|           | Competição                              | Títulos   | Temporadas |
| --------- | --------------------------------------- | --------- | ---------- |
|           | Campeonato Paraibano - Terceira Divisão | 1         | 2022       |

## Treinadores
- Reginaldo Sousa (2014)
- Bira Lopes (2015)
- Reginaldo Sousa (2016)
- Betão Caitano (2017–2018)
- Saulo Silva (2019)
- Tardelly Abrantes (2022)
- Severino Maia (2023)
- Adriano de Souza (2024)